# Podravka
Die Podravka d.d. ist ein kroatischer Nahrungsmittelhersteller, der zu den größten Unternehmen in Südosteuropa gehört. Produkte sind unter anderem die Gewürzmischung Vegeta sowie Ajvar. Für Vegeta gibt es eine Vertriebsniederlassung in Polen und zwei Lizenzvertriebe in Österreich und Ungarn.

## Geschichte

### 1934 bis 1990
Die Brüder Marijan und Matija Wolf gründeten das Unternehmen 1934 als Obstfabrik. Mit der Machtergreifung des kommunistischen Marschalls Tito 1947 ging das Unternehmen in Staatsbesitz über und erhielt seinen heutigen Namen.
1949 startete Podravka mit der Herstellung von Obstmarmelade. 1952 kamen neue Produkte auf den Markt: die ehemalige Obstfabrik begann Bonbons, Senf, Ketchup, Obstbrand und Fleischkonserven herzustellen. 1957 begann die Produktion von Fertigsuppen. Der Hahn auf den Hühnersuppen wurde zum Kultsymbol in Jugoslawien.
Im Jahr 1959 wurde Vegeta auf dem Markt lanciert, ein Allzweckgewürz, das heute in mehr als 40 Ländern vertrieben wird.
1967 geht Podravka die ersten Kooperationen mit ausländischen Unternehmen ein und exportiert Vegeta erstmals nach Ungarn und in die Sowjetunion. Nach der Gründung des Tochterunternehmens Belupo 1972 startet Podravka mit der Produktion von Medikamenten, zuerst in Ludbreg und ab 1981 auch in Danica.

### Entwicklung nach der kroatischen Unabhängigkeit
Nach dem Ende des Kroatienkrieges und dem Zusammenbruch der SFRJ wurde Podravka 1993 privatisiert und in eine Aktiengesellschaft umgewandelt. Der Handel mit Podravka-Aktien an der Zagreber Börse startete 1998. Mit 130 Millionen Euro Börsengewinn wurden drei neue Fabriken gebaut.
Für Vegeta wurden im Jahr 2000 neue Produktionsanlagen in Koprivnica und Polen eröffnet. Im gleichen Jahr übernahm Podravka in Polen den exklusiven Vertrieb für die Produkte von Barilla und ein Jahr später den Vertrieb für den kroatischen Süßwarenhersteller Kraš in Ungarn. Zur Ehren von Zlata Bartl, verantwortlich für die Entwicklung von Vegeta im Jahre 1959, gründete das Unternehmen 2001 die Zlata-Bartl-Stiftung.
Podravka übernahm 2002 Ital-Ice und das tschechische Unternehmen Lagris. Im gleichen Jahr wurden Kooperationsverträge mit Nestlé, H. J. Heinz Company und Unilever geschlossen und das Tochterunternehmen Belupo in eine Aktiengesellschaft umgewandelt.
Im Industriegebiet von Danica eröffnete Podravka 2003 eine neue Fabrik. Drei Jahre später wurde die Marke EVA übernommen.
Podravka übernahm 2007 die Unternehmen Warzywko und Perfekt aus Polen und Lero aus Kroatien. Im gleichen Jahr wurde Podravka von der Wiener Börse in den CROX-Index aufgenommen. Durch einen Vertrag mit Paramount Pictures stieg Podravka 2008 ins Merchandising ein. Im gleichen Jahr übernahm es die Marken Čokolešnik und Čoko.
2009 geriet das Unternehmen in einen Korruptions- und Finanzskandal, in dessen Verlauf mehrere Vorstandsmitglieder verhaftet wurden. Sie hatten knapp 35 Millionen Euro Firmengelder unterschlagen und versucht, durch illegale Transaktionen die Kontrolle über das Unternehmen zu erlangen. Im gleichen Jahr wurde Belsad übernommen und ein neues Logistikzentrum in Dugopolje eröffnet.
Im Folgejahr wurde erstmals ein Produkt von Podravka in den Vereinigten Staaten produziert.
2012 wurden Zvonimir Mršić zum Vorstandsvorsitzenden und Dubravko Štimac zum Aufsichtsratsvorsitzenden ernannt.
2013 eröffnete das Unternehmen gemeinsam mit dem Institut Ruđer Bošković ein „Food innovation center“. Im gleichen Jahr schloss Podravka mit dem kroatischen Spirituosenhersteller Badel 1862 einen Vertrag zum exklusiven Vertrieb von dessen Produkten in Slowenien.
Podravka übernahm 2014 das Fischverarbeitungsunternehmen Mirna und kaufte 2015 einen Mehrheitsanteil von 51,55 % am slowenischen Nahrungsmittelkonzern Žito.